# Gjellebøl
Gjellebøl er en slægt fra Akershus i Norge, hvor navnet er et stednavn for en odelsgård, nå skrevet Hjellebøl, i Høland Sogn på Nedre Romerike (Aurskog-Høland kommune). Gården må ikke forveksles med nært beliggende lille bebyggelse, som er anlagt på gårdens grund. 
Slægten kan føres tilbage til før reformationen; og ifølge nogle forskere tilbage til det norske hof i 900-tallet, kilderne er imidlertid usikre. Mange præster i slægten, bl.a. Reier Gjellebøl (navne-stamfader) og Jacob E. Gjellebøl, forfatter til bogen Spildte Guds Ord paa Balle-Lars (1861). Slægten findes i dag alene i Danmark.
 Der er for få eller ingen kildehenvisninger i denne artikel, hvilket er et problem. Du kan hjælpe ved at angive troværdige kilder til de påstande, som fremføres i artiklen.

| Slægtsnavne | Spire Denne artikel om et slægtsnavn er en spire som bør udbygges. Du er velkommen til at hjælpe Wikipedia ved at udvide den. |